# رالف ولز
رالف ولز (3 سبتمبر 1940 بشيكاغو في الولايات المتحدة - 2 أغسطس 1968 بشيكاغو في الولايات المتحدة) (بالإنجليزية: Ralph Wells)‏ هو لاعب كرة سلة أمريكي في مركز هجوم خلفي. لعب مع واشنطن ويزاردز.

## وصلات خارجية
- رالف ولز على موقع إن بي أي (الإنجليزية)
- رالف ولز على موقع سبورتس رفرنس (الإنجليزية)
- رالف ولز على موقع كلية كرة السلة في سبورتس رفرنس.كوم (الإنجليزية)
- رالف ولز على موقع ريلجم (الإنجليزية)
- رالف ولز على موقع بروبوليرز (الإنجليزية)